# Hiber Conteris
Hiber Conteris (Paysandú, 23 de septiembre de 1933-2 de junio de 2020) fue un escritor, dramaturgo, profesor y crítico literario uruguayo. Tuvo también participación en el Movimiento de Liberación Nacional-Tupamaros.

## Biografía
Se formó en Montevideo entre 1953-59 y en la Universidad de Buenos Aires para luego realizar algunos cursos en la Universidad de la República. Realizó un posgrado en Francia donde asistió a cursos de sociología y semiología con Maurice Duverger y Roland Barthes. Siendo un miembro activo de la Iglesia Metodista del Uruguay estudió Teología en el ISEDET (Instituto Superior Evangélico de Estudios Teológicos). Tuvo una intensa actividad periodística en Marcha antes de ser encarcelado durante la  dictadura cívico-militar en Uruguay (1973-1985) por la cual emigró a Estados Unidos. Tras haber sido encarcelado durante nueve años, se estableció en Wisconsin donde dictó cátedra de literatura latinoamericana en la Universidad de Madison, luego en Alfred University en Nueva York y finalmente en la Universidad de Arizona.[cita requerida]
Prolífico novelista y dramaturgo, escribió La cifra anónima en 1988 y la novela El diez por ciento de vida en 1986.
Su obra ha sido traducida al inglés, francés, italiano, alemán y japonés. Fue un relevante intelectual para el mundo protestante.
Falleció a los ochenta y seis años el 2 de junio de 2020.

## Obra
- 1959: Enterrar a los muertos (teatro)
- 1960: Este otro lado del telón (teatro)
- 1963: Cono Sur (novela)
- 1963: El socavón (teatro)
- 1963: El desvío (teatro)
- 1965: Villa Anastacio (teatro)
- 1966: Virginia en flashback (novela)
- 1968: El nadador, (novela)
- 1969: El asesinato de Malcolm X (teatro)
- 1986: El Intruso (teatro)
- 1986: El diez por ciento de tu vida (novela)
- 1987: La Diana en el crepúsculo (novela)
- 1987: Información sobre la Ruta 1 (cuentos)
- 1987: Holiday Inn (teatro)
- 1988: La cifra anónima. Cuatro relatos de prisión (cuentos)
- 1996: ¿Qué desea cenar? (teatro)
- 1996: El breve verano de Nefertiti (novela)
- 1998: El cielo puede esperar (teatro)
- 1998: Round Trip - Viaje regresivo (novela)
- 1999: Mi largo adiós a Raymond Chandler
- 2001: Rastros de ceniza (teatro)
- 2002: Oscura memoria del sur (novela)
- 2005: Onetti en el espejo (teatro)
- 2007: Cuarteto (novela)
- 2008: El intruso (teatro)
- 2009: La mancha en el crepúsculo / Escala en Dakar (nouvelles)
- 2011: El séptimo año (novela)
- 2015: La escritura sin tregua. Mario Benedetti y el Uruguay de hoy. (ensayo)

## Premios
- 1963 Premio Concurso del Semanario Marcha - Cono Sur
- 1968: Mención Casa de las Américas - El asesinato de Malcolm X
- 1969: Premio Florencio - El asesinato de Malcolm X
- 1969: Premio del Ministerio de Educación y Cultura - El asesinato de Malcolm X
- 1986: Letras de Oro - University of Miami
- 1988: Premio Casa de las Américas - La cifra anónima
- 1994: Premio Castillo-Puche - El breve verano de Nefertiti[5]